# Dycladia xanthobasis
Dycladia xanthobasis là một loài bướm đêm thuộc phân họ Arctiinae, họ Erebidae.